# 大阪証券ビル市場館
大阪証券ビル市場館（おおさかしょうけんビルしじょうかん）とはかつて日本の大阪府大阪市中央区北浜にあった建築物である。

## 沿革
かつての大阪株式取引所が、1933年（昭和8年）5月23日より建設に着手して、1935年（昭和10年）4月28日竣功を遂げた。
同所は第二次世界大戦中に日本証券取引所として統合されたので同所の所有となることを経て、日本敗戦後同国を掌握した連合国軍最高司令官総司令部の意思による同所解散後は、その施設を引き継がせる趣意より設立された平和不動産会社が所有にあたり、新たに発足した大阪証券取引所はこれを賃借のうえ取引所を運営する運びとなったのである。また1945年（昭和20年）10月7日よりは同司令部が地下室部分を暫時接収したことがあった。
時勢は移り、取引所機能の電算化をもって立会場は1999年（平成11年）7月を最後に廃止されたので用を成さなくなった当館は2000年（平成12年）3月閉館となった。そして2001年（平成13年）10月より取り壊しに着手され、下層階は市場館の外観を保存した造りとなっている大阪証券取引所ビルとして新たに建築され、現在は大阪取引所ビルとなっている。

## 建築概要
設計は長谷部竹腰建築事務所である。